# Halogerador
Um Halogerador: Gerador de aerossol de sal seco, é um dispositivo desenvolvido para recriar a atmosfera que ocorre naturalmente nas minas e cavernas de sal, criando artificialmente em câmaras ou salas haloterapia (em grego:  Halos – eflorescências de sal).
Para criar um ambiente ideal de tratamento é necessária uma concentração de 3-5 mg de partículas de cloreto de sódio por metro cúbico, com partículas entre 2-5 micrómetros. O tamanho dos partículas tem sido investigado pelos especialistas e provaram ser ideais em muitos dos estudos clínicos. Esta concentração de minerais tem um a importância crucial na acção terapêutica no sistema respiratório. A concentração necessária de aerossol de sal seco, nas salas de haloterapia criadas artificialmente, só pode ser conseguida através de halogeradores.
OS halogeradores produzem aerossol de sal seco através da moagem mecânica de grãos de sal. 
Os halogeradores de sal seco estão certificados como dispositivos médicos em países da Europa, e são utilizados por toda a Europa. A sua utilização aumenta na América do Norte devido ao interesse crescente das pessoas na saúde.

## References
1. ↑  Alina V. Chervinskaya and Nora A. Zilber."Halotherapy For Treatment Of Respiratory Diseases" Arquivado em 14 de fevereiro de  2012, no Wayback Machine.